# Megaleuctra flinti
Megaleuctra flinti är en bäcksländeart som beskrevs av Baumann 1973. Megaleuctra flinti ingår i släktet Megaleuctra och familjen smalbäcksländor. Inga underarter finns listade i Catalogue of Life.